# Force nationale progressiste
La Fuerza Nacional Progresista (Force nationale progressiste) est un parti politique dominicain membre de l’Union des partis latino-américains.
Fuerza Nacional Progresista (FNP) a été fondée le 6 juillet 1980 par Marino Vinicio Castillo, également connu sous le nom de Vincho Castillo. Le parti a été officiellement reconnu par la Junta Central Electoral le 25 février 1982.
Depuis sa création, la FNP s'est positionnée comme un parti conservateur de centre-droit, défendant des valeurs nationalistes et conservatrices en République dominicaine.
Au fil des années, la FNP a participé à plusieurs élections nationales, obtenant des sièges au Parlement et jouant un rôle de coalition dans divers gouvernements. Bien qu'il ne soit pas l'un des principaux partis du pays, son influence est notable grâce à des figures politiques de premier plan et à son discours percutant sur des questions d’intérêt national.
En tant que membre de l'Union des Partis Latino-Américains (UPLA), la FNP partage des valeurs communes avec d'autres partis conservateurs de la région, promouvant une coopération politique et idéologique sur des thèmes tels que le développement économique, la sécurité et la défense de la démocratie.